# リチャード・D・ライダー
リチャード・D・ライダー（Richard Hood Jack Dudley Ryder、1940年7月3日 - ）は、イギリスの著述家、心理学者、動物の権利擁護活動家。
ライダーは、人間による動物の使用、とくに工場畜産および動物実験に対して異議を唱える、オックスフォード大学を拠点に活動するオックスフォード・グループの一員として1970年代から知られるようになった。ライダーは当時、オックスフォード大学のウォーンフォード病院で臨床心理学者として勤務しており、自らもイギリスおよび米国で動物実験に関わっていた。
1970年、ライダーは人間が享受する保護からの人間以外の動物の除外を表す用語として「種差別」を造語した。1977年、英国動物虐待防止協会の委員会の議長に就任し（1979年まで）、1977年8月にトリニティ・カレッジで初めて開かれた動物の権利に関する学術会議の開催に携わった。会議は「Declaration Against Speciesism」（種差別反対宣言）を採択し、150人の署名を集めた。
ライダーは1970年代から2020年現在まで、イギリスおよび欧州連合の動物の保護に関する法制度の改革を求める活動を行ってきた。ライダーは、『Victims of Science』（1975年）、『Animal Revolution』（1989年）、『Painism: A Modern Morality』（2001年）など、動物実験、動物の権利および政治倫理に関する多くの著作を著している。また、2020年からは英国動物虐待防止協会の理事長を務めている。